# Янсен, Пэт
Патрик Энтони (Пэт) Янсен (англ. Patrick Anthony (Pat) Jansen; 14 декабря 1920, Аракконам, Британская Индия — 23 ноября 2003, Скарборо, Западная Австралия) — индийский хоккеист на траве, нападающий. Олимпийский чемпион 1948 года.

## Биография
Пэт Янсен родился 14 декабря 1920 года в городе Аракконам в Британской Индии (сейчас в Индии).
В 1932—1938 годах учился в школе-интернате святого Иосифа в Найнитале. Играл за её сборные по хоккею на траве, крикету и футболу.
Играл в хоккей на траве за «Порт Комиссионерз» из Калькутты, во время Второй мировой войны — за Бенгалию.
В 1948 году вошёл в состав сборной Индии по хоккею на траве на летних Олимпийских играх в Лондоне и завоевал золотую медаль. Играл на позиции нападающего, провёл 5 матча, забил 7 мячей (четыре в ворота сборной Австрии, два -— Аргентины, один — Великобритании).
Завершив игровую карьеру, стал работать в американской химической компании Union Carbide International.
В 1963 году вместе с семьёй перебрался в австралийский город Перт.
Умер 23 ноября 2003 года в пригороде Перта Скарборо.